# Sonthofner Hörnle
Das Sonthofner Hörnle (auch Sonthofer bzw. Sonthofener Hörnle) ist ein 1525 m ü. NHN hoher Nebengipfel des Schnippenkopfs in der Daumengruppe der Allgäuer Alpen bei Altstädten (Sonthofen) in Bayern. 
Der Gipfel ist einfach zu besteigen. Er ist allerdings bewaldet und bietet nur an wenigen Stellen eine Aussicht. Daher ist er touristisch von geringer Bedeutung. Der schnellste Weg hinauf geht von der Alpe Altstädter Hof aus, in etwa einer Stunde erreicht man von dort den Gipfel.

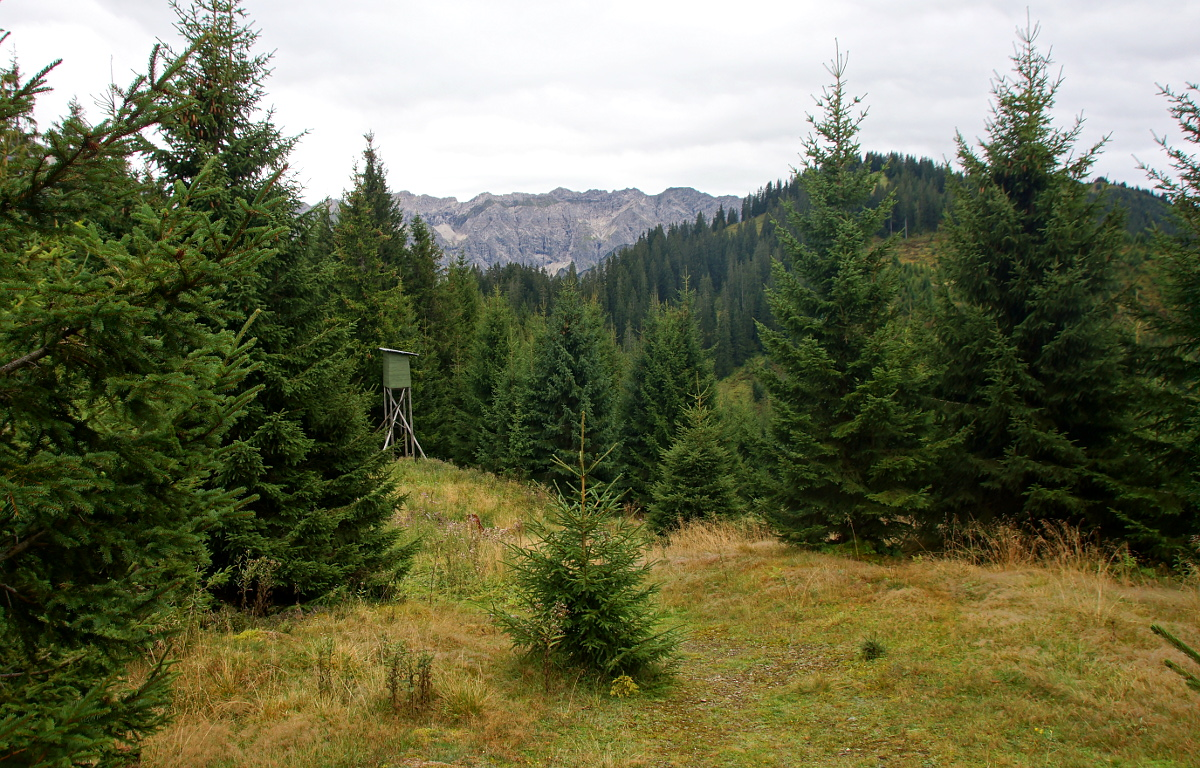
Auf dem Sonthofner Hörnle, Blick zum Nebelhorn